# SwissCube
SwissCube è il primo satellite svizzero. È stato sviluppato tra il 2006 e il 2007 da diverse università e Hochschule svizzere seguendo lo standard CubeSat ed è stato lanciato il 23 settembre 2009 dal Centro spaziale Satish Dhawan, in India.
Altri due satelliti simili sono stati costruiti:
- SwissCube 2, che doveva essere lanciato con un vettore Vega, ma il lancio non è avvenuto per mancanza di fondi;
- SwissCube 3, che è stato usato per le prove a terra.

## Obiettivi della missione

### Missione primaria
Lo scopo principale è quello di creare un sistema di comunicazione interamente svizzero costituito dal satellite e dalle stazioni di terra. Tutti i sistemi necessari a questo scopo sono ridondati. Dopo aver raggiunto l'orbita, il satellite ha contattato le stazioni di terra di Losanna e Friburgo. Questi sistemi di ricetrasmissione sono gestiti in collaborazione con i radioamatori del Canton Vaud. Il satellite trasmette con il nominativo radioamatoriale HB9EG alla frequenza di 437,505 MHz nella banda dei 70 cm.

### Missione secondaria

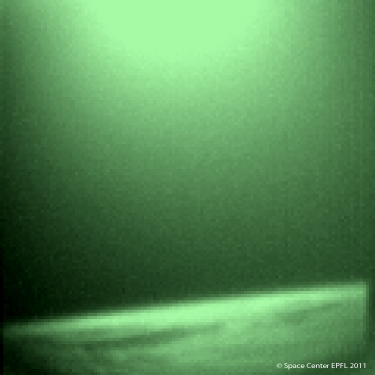
La prima immagine dell'airglow terrestre inviata da SwissCube.

Un altro dei suoi obiettivi è quello di studiare il poco noto fenomeno dell'airglow, che consiste in un bagliore a 100 km di quota nel cielo notturno. A questo scopo, il satellite dispone di una telecamera nella gamma degli infrarossi per osservare il fenomeno.

## Collaborazioni universitarie
Il satellite è stato costruito da diverse università svizzere, che hanno collaborato insieme al progetto:
- Scuola politecnica federale di Losanna (EPFL)
- Haute Ecole d'ingenerie et de gestion du canton de Vaud
- Università di Neuchâtel
- Haute Ecole spécialisée de Suisse occidentale (Sierre)
- Haute Ecole ARC Ingénierie (Saint-Imier)
- Ecole d'Ingénieurs et d'Architectes de Fribourg
- Fachhochschule Nordwestschweiz (Windisch)

Il costo totale del satellite è stato di circa 235.000 euro.